# برگه بر. ۱۰۰۱ تائون
برگه بر. ۱۰۰۱ تائون (به انگلیسی: Breguet Br.1001 Taon) یک هواگرد ساختِ کارخانهٔ برگه اویاسیون در کشور فرانسه است . این هواگرد برای نخستین بار در ۱۹۵۷ میلادی مورد استفاده قرار گرفت.